# Conanoxa
Conanoxa es un poblado pequeño ubicado en la quebrada de Camarones, en la Comuna de Arica de la Región de Arica y Parinacota. Sus cercanías han sido habitadas desde el período agroalfarero temprano, esto es en la zona, 6.000 y 3.000 años antes del presente: 10  y se encuentran en la zona los geoglifos de Conanoxa, que representan un rombo escalado y una chacra.: 48 
Luis Risopatrón lo describe brevemente en su s: de 1924:
Conanoxa (Sembrío) 19° 03' 69° 59'. De alfalfa i de maiz i con unos cuantos habitantes diseminados, que se ocupan de trabajos de cultivo i pastoreo de ganado; tiene mosquitos i tercianas i se encuentra en un suelo pantanoso que hace un tanto peligroso el tránsito, en un ensanchamiento de la parte inferior del valle de Camarones, de 1 220 m de ancho, entre un desfiladero de 2 kilómetros de largo al E i otro de 18 km de largo al W, entre cerros que se elevan 546 m de altura media por el N i 526 m por el S. 156; hacienda Conanocsa en 77, p. 30; fundo Comonoxa en 68, p. 68; Cunanocsa en 1, XI, p. 59, 60 i 62; i 149, i, p. 125; sembrío Cananocsa en 7.7, p. 19; i 95, p. 42; i Cananoxa en 2, 7, p. 208; i paraje Conanosa en 155, p. l68.